# Uksjärvi
Uksjärvi är en sjö i Finland. Den ligger i kommunen Björneborg i landskapet Satakunta, i den sydvästra delen av landet, 240 km nordväst om huvudstaden Helsingfors. Uksjärvi ligger 26,6 meter över havet. Arean är 1,11 kvadratkilometer och strandlinjen är 17,2 kilometer lång. Sjön  ingår i Bottenhavets kustområde.   I omgivningarna runt Uksjärvi växer i huvudsak blandskog.
I övrigt finns följande i Uksjärvi:
- Rajaluoto (en ö)
- Pässiluoto (en ö)
- Sääksiluoto (en ö)
- Talaluoto (en ö)
- Heikinluoto (en ö)
- Isoluoto (en ö)

I övrigt finns följande vid Uksjärvi:
- Haukijärvi (en sjö)